# Arianna Spessotto
Arianna Spessotto (San Donà di Piave, 11 maggio 1985) è una politica italiana.

## Biografia

### Elezione a deputato
Alle elezioni politiche del 2013 viene eletta deputata della XVII legislatura della Repubblica Italiana nella circoscrizione Veneto 1 per il Movimento 5 Stelle di cui diventa poco dopo il primo tesoriere alla Camera.
A partire dal 2016 ha ricoperto il ruolo di Capogruppo M5S della IX Commissione alla Camera (Trasporti, Poste e Telecomunicazioni), di cui fa parte oltre ad essere membro componente della Commissione parlamentare per l’attuazione del federalismo fiscale e della Commissione parlamentare di inchiesta sul rapimento e sulla morte di Aldo Moro della Camera dei Deputati.
Il 19 febbraio 2021 viene espulsa dal Movimento 5 Stelle per aver votato contro la fiducia al Governo Draghi. Aderisce quindi alla componente L'Alternativa c'è del Gruppo misto, dopo poco rinominata Alternativa.